# Brouwerij Den Toetëlèr
Brouwerij Den Toetëlèr is een Belgische brouwerij te Hoeselt in de provincie Limburg.

## Geschiedenis
De brouwerij werd opgestart door Luc Festjens, Kurt Meers, Stefaan Huybrechts en Erwin Duts. De eerste twee hadden elkaar leren kennen bij de cursus bierbrouwen van het bier- en wijngilde Demerdal. In december 2009 besloten ze zelf een brouwerij uit te bouwen met tweedehands materiaal en het vennootschap ging officieel van start op 25 maart 2010. De microbrouwerij bestaat uit een filterkuip en beslagkuip/kookketel van 800 liter. De warmwatertank (1800 l), gisttank (2200 l) en lagertank (1600 l) zijn gerecupereerde melktanks. Vanaf januari 2011 was de brouwerij operationeel. Later werden een tweedehands wijnafvullijn gekocht in Duitsland en omgebouwd en een etiketteermachine gekocht in Frankrijk.
Het eerste brouwsel Toetëlèr Wit werd reeds gemaakt in 2008 met toevoeging van vlierbloesem. De naam toetëlèr betekent in de volksmond vlierstruik. Het oud hout van de vlierstruik is hol en werd vroeger gebruikt om fluitjes van te maken. In 2012 werd een tweede bier Toetëlèr Amber Tripel in het gamma opgenomen.

## Bieren

### Vast assortiment
- Toetëlèr Wit, witbier, 5,2%
- Toetëlèr Amber Tripel, tripel, 8,5%
- Toetëlèr Echte Kriek, fruitbier, 5,2%
- Toetëlèr Speculaas, tripel, 8,5%
- Toetëlèr Blond, blond, 7,3%

### Seizoensbieren
- Toetëlèr Special, 5,5%